# Стивенс, Хелен
Хелен Херринг Стивенс (англ. Helen Herring Stephens; 3 февраля 1918 — 17 января 1994, Сент-Луис, США) — американская спортсменка-легкоатлетка, двукратная чемпионка Олимпийских игр.
Родилась в городе Фултон, штат Миссури, с детства занималась различными видами спорта, в том числе бегом, метанием диска и толканием ядра, имея к 1936 году в общей сложности 9 победных титулов на различных американских общенациональных соревнованиях. Была известна под прозвищем «Фултонская молния». Окончила среднюю школу и речное училище в родном городе, а также университет Уильяма Вудса. В 1936 году в 18-летнем возрасте участвовала в Летних Олимпийских играх в Берлине, где выиграла золотые медали в беге на 100 м и в эстафете 4×100 м. В беге на 100 м победила действующую чемпионку мира польскую спортсменку Станиславу Валасевич, установив новый мировой рекорд. После победы получила поздравления лично от Адольфа Гитлера, пригласившего спортсменку к себе.
Вскоре после окончания олимпиады Стивенс, выигравшая ещё три национальных титула в США, ушла из лёгкой атлетики и некоторое время занималась бейсболом и софтболом. С 1938 по 1952 год была владелицей полупрофессиональной баскетбольной команды, в годы Второй мировой войны служила в Корпусе морской пехоты, впоследствии работала в научно-исследовательском отделе службы аэронавигации США в Сент-Луисе, штат Миссури, прожив в этом городе до конца жизни. В 1980-е годы приняла участие в нескольких легкоатлетических соревнованиях для пожилых людей.
Известно, что после победы над Валасевич последняя, пол которой не установлен до сих пор, заявила, что Стивенс на самом деле является мужчиной, потребовав проведения медицинской экспертизы. Проведённая экспертиза подтвердила женский пол Стивенс.